# 974

## Esdeveniments

### Països Catalans
- juliol - Còrdova, Califat de Còrdova: hi arriba una nova ambaixada del comte Borrell II, encapçalada pel vescomte Guitart i pel valí de la frontera de Lleida i Montsó, Muhammad ibn Rizak, per confirmar la clientela (vassallatge) del comte vers el califa.
- Primer esment documentat de la ciutat de Blanes.

### Món
- Benet VII relleva Benet VI en el Papat.
- Bonifaci VII, antipapa, es declara Papa.
- Es funda una abadia a Mönchengladbach.

## Necrològiques
- Benet VI, Papa